# 阿莱娜·伯恩斯
阿莱娜·伯恩斯（英語：Alayna Burns，1980年1月25日—），澳大利亚女子自行车运动员。她曾代表澳大利亚参加1998年英联邦运动会自行车比赛，获得一枚金牌和一枚银牌。她也曾参加2000年夏季奥林匹克运动会。